# Панкова, Наталия Юрьевна
Наталия Юрьевна Панкова (род. 28 июня 1965, Горький) — российский художник, арт-менеджер, заслуженный деятель культуры и искусства Нижнего Новгорода, член Союза художников России, председатель нижегородской региональной общественной организации «Русское искусство», советник представителя МИД России в Нижнем Новгороде по вопросам культуры.

## Биография
Наталия Панкова родилась в Горьком 28 июня 1965 г. Окончила Горьковское художественное училище и Московский экстерный гуманитарный университет, магистр искусствоведения.  С 1988 года участник и организатор выставок в Москве, Нижнем Новгороде, зарубежных проектов в Великобритании, Франции, Германии, Австрии, Люксембурге, Испании, Италии, Финляндии, Венгрии, Латвии, Словакии, Боснии и Герцеговине, Китае, Беларуси, Сирии, Алжире. Персональные выставки в Нижнем Новгороде, Самаре, Чебоксарах, Саранске, Сарове, Москве (Центральный дом художника, Институт искусствознания, Государственная Дума и др.), Минске, Люксембурге, Лондоне, Риме, Париже, Мадриде, Вене, Будапеште, Риге, Берлине, Дрездене, Хельсинки, Тампере, Алжире, Аннабе, Константине.
- В 1995 году — творческая командировка в Париж по приглашению премьер-министра Франции Алена Жюппе.
- В этом же году — творческая командировка в Испанию по приглашению частной галереи. Несколько месяцев работы над «Испанским циклом» в Барселоне.
- К числу наиболее значительных принадлежит проект «Конверсия» с участием российских и британских художников. Наталия Панкова — куратор и участник проекта, проходившего в 1998—2000 гг. в Великобритании при поддержке Российского посольства в Великобритании и Министерства обороны Соединённого Королевства. В рамках проекта — несколько художественных выставок в Лондоне.
- В 2002 году — серия выставок в Алжире по приглашению Министерства культуры Алжира.
- В 2003 году — участник арт-конференции в Ко (Швейцария).
- 2001—2004 годы — автор и куратор художественного проекта «Высокое напряжение», объединившего более 50 авторов и проходившего в залах Нижегородского государственного художественного музея и Нижегородского центрального выставочного комплекса.
- 2004—2006 годы — персональные выставки «Философия цвета» в российских музеях (Нижегородский государственный художественный музей, Мордовский республиканский музей изобразительных искусств им. С. Д. Эрьзи, Чувашский государственный художественный музей).
- 2007—2008 годы — персональные выставки «Цвет и ритм» в Вене и Будапеште.
- 2008-2009 годы — участие в аукционе «Доротеум», Вена, Австрия.
- 2008 год — персональные выставки «Ритм лета» в Хельсинки и Тампере по приглашению мэра города Тампере.
- 2009 год — участие в выставке современных художников шести стран. Пекинский музей мирового искусства. Китай.
- 2011 год — «Игра цвета». Живопись Наталии Панковой. Галерея «Quadrepede». Рим, Италия.
- 2012—2014 годы — куратор проекта «Праздник цвета», выставки в Вене, Будапеште, Братиславе и Нижнем Новгороде.

Состояла в партии «Союз правых сил», была членом политического совета её нижегородского регионального отделения. В 2005 году баллотировалась в депутаты Городской Думы Нижнего Новгорода от СПС. В 2006 году баллотировалась в депутаты Законодательного собрания Нижегородской области от СПС. В 2007 году баллотировалась в депутаты Госдумы от СПС.
В 2020 году вошла в список «Топ-100 креативных лидеров России», составленный Creative Russia Network. 

## Награды и премии
- Лауреат премии Нижнего Новгорода (2008) - за цикл живописных произведений «Абстрактная тема»[5]
- Региональная премия радиостанции Европа Плюс «За вклад в развитие культуры», номинация «Арт-персона года» (2010)[6]
- Лауреат премии Нижнего Новгорода (2012) - за монументально-декоративную роспись фасада клубного дома на улице Нижегородской[7]
- Серебряная медаль Творческого союза художников России (2012)
- Лауреат премии «Новая интеллигенция» издательства Московские новости (2012)[8]
- Лауреат премии «Человек года в культуре» журнала «Деловой квартал» (2013)[9]
- Диплом Российской академии художеств (2015)
- Благодарность Председателя Законодательного собрания Нижегородской области (2018, 2020)
- Благодарственное письмо Губернатора Нижегородской области (2019)
- Благодарственное письмо Правительства Нижегородской области (2023)
- Почётна грамота Губернатора Нижегородской области (2023) - за большой вклад в социально-экономическое развитие Нижегородской области, активную общественную деятельность
- Лауреат премии Нижнего Новгорода (2023) - за реализацию проекта «Черный пруд. Разговоры об искусстве», номинация «Событие в области культуры и искусства»[10]
- Заслуженный деятель культуры и искусства Нижнего Новгорода (2023)[11]
- Лауреат премии «Женщина года» (2023) - за вклад в развитие искусства[12]

## Работы находятся в собраниях
- Нижегородского государственного художественного музея
- Мордовского республиканского музея изобразительных искусств им. С. Д. Эрьзи
- Чувашского государственного художественного музея
- Балашихинского историко-художественного музея
- Музея истории города Минска
- Государственного музея изящных искусств Алжира
- Коллекция Маргарет Тэтчер
- Коллекция Алена Жюппе
- Коллекция Сергея Кириенко
- Коллекция Бориса Немцова
- Коллекция Сергея Лаврова
- Коллекция Ирины Хакамады
- Коллекция Мстислава Ростроповича и Галины Вишневской
- Коллекция Юрия Башмета
- Коллекция Владимира Спивакова
- Коллекция Фредерика Филипса
- Коллекция Александра Авдеева
- Коллекция Алексея Лихачева
- Коллекция Александра Лившица
- Коллекция Глеба Никитина
- Коллекция Григория Рапоты
- Коллекция Любови Глебовой
- Коллекция Джона Байерли
- Коллекция Юрия Фокина
- Коллекция Алексея Кара-Мурзы
- Коллекция Геннадия Ходырева
- Коллекция Юозаса Будрайтиса
- Коллекция Михаила Казиника
- Коллекция Нины Зверевой
- Коллекция Геннадия Рябова
- Коллекция Доры Шварцберг
- Коллекция Центрального банка Российской Федерации
- Коллекция Внешторгбанка
- Коллекция НБД банка

## Художественная критика
Живопись нижегородской художницы Наталии Панковой - явление весьма необычное для нынешней российской творческой ситуации. В период, когда усиливаются настроения апатии и усталости, все большее место занимает смакование «чернухи», в её искусстве заявлена интонация праздничности. Воплощаемая в порывистом движении живописных масс, энергии силуэтов, а главное в яркой звучности колорита, она бескомпромиссно противостоит повседневности, радует и окрыляет. 
— Игорь Светлов, доктор искусствоведения, профессор, почётный член Российской академии художеств, 1999 г.

Первое, что поражает зрителя — качество цвета, его энергетическая активность… В самой художнице подкупает особая целостность натуры, стержень которой — эстетический императив красоты.
— Вячеслав Филиппов, кандидат искусствоведения, 1997 г.

Погружаясь в пространство картины, мы открываем в нём прежде всего отношения цвета — то ярко сияющего, то приглушенного, но всегда насыщенного, сочного, неизменно приведенного к гармонии. Сюжет лишается своего традиционного значения, ибо не она — цвет придает единство картинам Наталии Панковой, цвет все объясняет и оправдывает в её мире. Цвет превращает картины художницы в праздничное зрелище, устроенное наперекор прозе и злобе дня. Оно существует как подарок, и длится, неся с собой легкое чувство освобождения от будничных тревог, тягот и сует…
— Владимир Цельтнер, искусствовед, 1993 г.

Живопись Панковой заставляет вспомнить известное высказывание Пикассо о том, что художнику свойственно видеть мир «восторженными глазами ребенка, делающего первые открытия». Именно острота и свежесть взгляда на мир и составляют очарование произведений Наташи…
Вечным, неиссякаемым источником красоты предстает в картинах Панковой природа: её образы величественны и празднично-нарядны. В своей оригинальной манере художница достигает замечательной виртуозности.
— Татьяна Емельянова, кандидат искусствоведения, 2002 г.

Живопись в стиле джазовой импровизации. Предметный мотив, как мелодическая тема, живописно аранжируется широкими динамичными движениями кисти и мастихина. Экспрессивная энергия ярко выявляет декоративную выразительность цвета.
— Ирина Маршева, искусствовед, 2002 г.

…Эмоциональная сила картин Панковой концентрируется также и в фактурных особенностях её холстов. Лучшие полотна не просто написаны, а сработаны как некая вещь. В движении фактуры, в ритме густых мазков есть своя красота сложных перемен поверхности. Плотная кладка, мерцание цвета и света напоминают драгоценную материальную структуру мозаики.
— Любовь Сапрыкина, искусствовед, 1992 г.

## Персональные выставки
| Год  | Название выставки                                              | Место проведения                                                                                           |
| ---- | -------------------------------------------------------------- | --- |
| 1989 | «Живопись Наталии Панковой»                                    | Выставочный зал творческого объединения «Черный пруд», г. Горький                                          |
| 1992 | «Цветные фантазии», в рамках I фестиваля искусств им. Сахарова | Дом архитектора, Нижний Новгород                                                                           |
| 1993 | «Живопись Наталии Панковой»                                    | Центральный Дом художника, Москва                                                                          |
| 1993 | «Цвет и музыка», в рамках II фестиваля искусств им. Сахарова   | Нижегородская филармония, Нижний Новгород                                                                  |
| 1994 | «Живопись Наталии Панковой»                                    | Галерея «Леонардо да Винчи». Мамер, Люксембург                                                             |
| 1995 | «Живопись Наталии Панковой»                                    | Галерея «Ласта», Москва                                                                                    |
| 1995 | «Живопись Наталии Панковой»                                    | Центральный выставочный зал, г. Саров                                                                      |
| 1996 | «Испанские каникулы»                                           | Галерея «Ласта», Москва                                                                                    |
| 1996 | «Знак времени»                                                 | НБД банк, Мост-банк, Нижний Новгород                                                                       |
| 1997 | «Предназначение»                                               | Нижегородский государственный художественный музей, Нижний Новгород                                        |
| 1999 | «Живопись Наталии Панковой»                                    | Государственный институт искусствознания, Москва                                                           |
| 1999 | «Встреча»                                                      | Нижегородский государственный университет им. Н. И. Лобачевского, Нижний Новгород                          |
| 1999 | «Живопись Наталии Панковой»                                    | «Люфтганза», Нижний Новгород                                                                               |
| 2000 | «Натюрморт на окне»                                            | Нижегородский центральный выставочный комплекс, Нижний Новгород                                            |
| 2000 | «Живопись Наталии Панковой»                                    | Частная гуманитарная школа им. Ломоносова, Нижний Новгород                                                 |
| 2000 | «Испанская коллекция»                                          | Нижегородская государственная областная универсальная научная библиотека им. В. И. Ленина, Нижний Новгород |
| 2001 | «Европейские впечатления»                                      | Дипломатическая академия МИД России, Москва                                                                |
| 2001 | «Живопись Наталии Панковой»                                    | Посольство Новой Зеландии в России, Москва                                                                 |
| 2001 | «Живопись Наталии Панковой»                                    | Посольство Малайзии в России, Москва                                                                       |
| 2001 | «Живопись Наталии Панковой»                                    | Государственная Дума России, Москва                                                                        |
| 2002 | «Живопись Наталии Панковой»                                    | Пять персональных выставок в Алжире (г. Алжир, Аннаба, Бу-Саада, Константина)                              |
| 2003 | «Живопись Наталии Панковой»                                    | Центр либерально-консервативной политики, Москва                                                           |
| 2004 | «Философия цвета Наталии Панковой»                             | Нижегородский государственный художественный музей, Нижний Новгород                                        |
| 2005 | «Философия цвета Наталии Панковой»                             | Мордовский республиканский музей изобразительных искусств им. С. Д. Эрьзи, Саранск                         |
| 2006 | «Философия цвета Наталии Панковой»                             | Чувашский государственный художественный музей, Чебоксары                                                  |
| 2006 | «Абстрактная тема»                                             | Нижегородский государственный выставочный комплекс, Нижний Новгороде                                       |
| 2006 | «Философия цвета Наталии Панковой»                             | Государственная Дума России, Москва                                                                        |
| 2006 | «Живопись Наталии Панковой»                                    | Галерея «Вавилон», Самара                                                                                  |
| 2007 | «Энергия цвета»                                                | Посольство Литовской Республики в России, Москва                                                           |
| 2007 | «Живопись Наталии Панковой»                                    | Саровбизнесбанк, Нижний Новгород                                                                           |
| 2007 | «Цвет и свет»                                                  | «Кафе дез Артист», Москва                                                                                  |
| 2007 | «Живопись Наталии Панковой»                                    | Резиденция посла Бельгии, Москва                                                                           |
| 2007 | «Цвет и ритм»                                                  | Российский центр науки и культуры. Вена, Австрия                                                           |
| 2008 | «Цвет и ритм»                                                  | Российский центр науки и культуры. Будапешт, Венгрия                                                       |
| 2008 | «Цвет весны»                                                   | Кафе «Карамель», Нижний Новгород                                                                           |
| 2008 | «Ритм лета»                                                    | Российский центр науки и культуры. Хельсинки, Финляндия                                                    |
| 2008 | «Ритм лета»                                                    | Выставочный комплекс ТР-1. Тампере, Финляндия                                                              |
| 2008 | «Живопись Наталии Панковой»                                    | Посольство Туниса в России, Москва                                                                         |
| 2009 | «Жизнь цвета»                                                  | Государственная корпорация по атомной энергии «Росатом», Москва                                            |
| 2009 | «Живопись Наталии Панковой»                                    | Нижегородская государственная областная универсальная научная библиотека им. В. И. Ленина, Нижний Новгород |
| 2010 | «Живопись Наталии Панковой»                                    | Банк Ассоциация, Нижний Новгород                                                                           |
| 2010 | «Моё счастливое лето»                                          | Галерея «Вещь в себе», Нижний Новгород                                                                     |
| 2010 | «Живопись Наталии Панковой»                                    | Посольство Сингапура в России, Москва                                                                      |
| 2010 | «Чувство цвета»                                                | Нижегородский государственный выставочный комплекс, Нижний Новгород                                        |
| 2011 | «Игра цвета»                                                   | Галерея «Quadrepede». Рим, Италия                                                                          |
| 2012 | «Цвет времени»                                                 | Посольство Республики Сербии в Российской Федерации, Москва                                                |
| 2013 | «Audi как Арт-Объект. Эмоции живописи в динамике автомобиля»   | Ауди Центр Юго-Запад, Москва                                                                               |
| 2013 | «Игра цвета»                                                   | Генеральное Консульство Франции в Москве                                                                   |
| 2013 | «В ожидании праздника»                                         | Галерея «Вещь в себе», Нижний Новгород                                                                     |
| 2013 | «Семь сторон света»: Нью-Йорк и Нижний Новгород                | НИУ ВШЭ, Нижний Новгород                                                                                   |
| 2014 | «Энергия цвета»                                                | Посольство Великого Герцогства Люксембург в Российской Федерации, Москва                                   |
| 2014 | «Живопись Наталии Панковой»                                    | МИД Росси, Москва                                                                                          |
| 2014 | «Энергия цвета»                                                | Российский центр науки и культуры, Люксембург                                                              |
| 2014 | «Осенняя выставка»                                             | Галерея "Zambezy One". Кондом, Франция                                                                     |
| 2015 | «Счастливое время»                                             | Нижегородский государственный художественный музей, Нижний Новгород                                        |
| 2015 | «Живопись Наталии Панковой»                                    | Городская дума Нижнего Новгорода                                                                           |
| 2015 | «Мечты в цвете»                                                | Галерея «Saint Fiacre». Париж, Франция                                                                     |
| 2016 | «Солнечное лето»                                               | Посольство Португалии в России, Москва                                                                     |
| 2017 | «Летний праздник»                                              | Галерея «Луна», Нижний Новгород                                                                            |
| 2017 | «Цветные игры»                                                 | Галерея "Baltā Kumode". Рига, Латвия                                                                       |
| 2017 | «Цветные мечты»                                                | Российский центр науки и культуры. Мадрид, Испания                                                         |
| 2017 | «Живопись Наталии Панковой»                                    | Посольство Великого Герцогства Люксембург в Российской Федерации, Москва                                   |
| 2018 | «Дорога к солнцу»                                              | Российский дом науки и культуры. Берлин, Германия                                                          |
| 2019 | «Дорога к солнцу»                                              | Немецко-русский институт культуры. Дрезден, Германия                                                       |
| 2019 | «Древо жизни»                                                  | Галерея «Луна», Нижний Новгород                                                                            |
| 2020 | «Живопись Наталии Панковой»                                    | Законодательное собрание Нижегородской области, Нижний Новгород                                            |
| 2023 | «Встречаем весну»                                              | Москва-Сити, Деловой комплекс «Империя», Москва                                                            |
| 2023 | «Цветной вояж»                                                 | Галерея вкуса «Парк культуры», Нижний Новгород                                                             |
| 2023 | «Где встречается мечта»                                        | Дом культуры. Латакия, Сирия                                                                               |
| 2023 | «Цветение»                                                     | ВДНХ, Экоцентр «Цветоводство», Москва                                                                      |
| 2024 | «Живопись Наталии Панковой»                                    | Представительство МИД России в Нижнем Новгороде                                                            |
| 2024 | «Живопись Наталии Панковой»                                    | Дом Нижегородской области, Москва                                                                          |
| 2024 | «Моё лето»                                                     | Академия «Маяк» им. Андрея Сахарова, Нижний Новгород                                                       |
| 2025 | «Цветное время»                                                | Арт-гостиная «Высокое место», Музей истории города Минска. Минск, Беларусь                                 |
| 2025 | «Цветное время»                                                | Нижегородский государственный художественный музей, Нижний Новгород                                        |

## Групповые выставки
1988—2025 гг. — участие в групповых выставках, среди них:
| Год       | Название выставки | Место проведения                                                                                |
| --------- | --- | ----------------------------------------------------------------------------------------------- |
| 1988—1991 | Выставки объединения «Чёрный пруд»                                                                                       | Нижний Новгород, Чебоксары, Москва                                                              |
| 1992      | «Другое поколение» | Нижегородский государственный художественный музей                                              |
| 1992      | «Русские художники в Испании»                                                                                            | Малага, Испания                                                                                 |
| 1993      | «Сны о России» | Северный Уэльс, Великобритания                                                                  |
| 1994      | «Москва — Нижний» | Нижегородский государственный выставочный комплекс, Нижний Новгород                             |
| 1994      | «Дни русской культуры»                                                                                                   | Барселона, Испания                                                                              |
| 1995      | «Радуга Волги» | Музей Ленина, Самара                                                                            |
| 1996      | «Разговор об искусстве»                                                                                                  | Нижегородский государственный выставочный комплекс, Нижний Новгород                             |
| 1996      | «АртМанеж — 96» | Манеж, Москва                                                                                   |
| 1998      | «Большая Волга» | Нижегородский государственный выставочный комплекс, Нижний Новгород                             |
| 1998      | «Конверсия» | Посольство России в Великобритании, Лондон                                                      |
| 1999      | «Тройка» | Clink Wharf Gallery. Лондон, Великобритания                                                     |
| 1999      | «Живопись В.Грачева и Н.Панковой»                                                                                        | Лондон, Великобритания                                                                          |
| 1999      | «Русская весна» | Heifer Gallery. Лондон, Великобритания                                                          |
| 1999      | «Пушкин глазами российских и британских художников»                                                                      | Посольство России в Великобритании, Лондон                                                      |
| 1999      | «Россия Экспо 99» | Лондон Арена. Лондон, Великобритания                                                            |
| 1999      | «Русская весна» | Heifer Gallery. Лондон, Великобритания                                                          |
| 1999      | «Художественная ярмарка»                                                                                                 | Лондон, Великобритания                                                                          |
| 2000      | «Живопись Наталии Панковой и Вячеслава Грачева»                                                                          | Посольство Великобритании в России, Москва                                                      |
| 2001      | «Высокое напряжение» | Нижегородский государственный художественный музей                                              |
| 2002      | «Высокое напряжение 2. Фрагменты»                                                                                        | Нижегородский государственный художественный музей                                              |
| 2003      | «Высокое напряжение 3: Свет и тень (Белое и черное)»                                                                     | Нижегородский государственный выставочный комплекс, Нижний Новгород                             |
| 2003      | «Старый Нижний. Люди, улицы, дворы»                                                                                      | Нижегородский государственный художественный музей                                              |
| 2003      | «Большая Волга» | Нижегородский государственный выставочный комплекс, Нижний Новгород                             |
| 2004      | «Русский натюрморт и интерьер: XVIII—XX вв.: между природой и историей»                                                  | Нижегородский государственный художественный музей                                              |
| 2004      | «Нижегородская осень в Москве»                                                                                           | Посольство Новой Зеландии в России, Москва                                                      |
| 2004      | «Русский пейзаж XVIII—XX вв.: между природой и историей»                                                                 | Нижегородский государственный художественный музей                                              |
| 2004      | «Безумные цветы» | Галерея Игоря Обросова, Москва                                                                  |
| 2007      | «Черный пруд-2007» | Нижегородский государственный художественный музей                                              |
| 2008      | «Нижегородская осень» | Дипломатическая академия МИД России, Москва                                                     |
| 2008      | «Открытый город» | Российский центр науки и культуры. Вена, Австрия                                                |
| 2009      | «Выставка современных художников шести стран»                                                                            | Пекинский музей мирового искусства. Китай                                                       |
| 2010      | «Чёрный пруд. Диалоги об искусстве»                                                                                      | Галерея искусств «Вещь в себе», Нижний Новгород                                                 |
| 2010      | «Воспоминание о прекрасной эпохе»                                                                                        | Российский центр науки и культуры. Вена, Австрия                                                |
| 2012      | «Праздник цвета» | Постоянное представительство Российской Федерации при международных организациях. Вена, Австрия |
| 2012      | «Праздник цвета» | Российский центр науки и культуры. Вена, Австрия                                                |
| 2012      | «Праздник цвета» | Российский центр науки и культуры. Будапешт, Венгрия                                            |
| 2013      | «Праздник цвета» | Российский центр науки и культуры. Братислава, Словакия                                         |
| 2013      | «А я мечтаю..» | Московский Центр дизайна MOD Design, Москва                                                     |
| 2014      | «Праздник цвета» | Нижегородский государственный художественный музей                                              |
| 2015      | «Русский дневник в Париже. Классика»                                                                                     | Российский центр науки и культуры. Париж, Франция                                               |
| 2016      | «Весенние каникулы» | Российский дом науки и культуры. Берлин, Германия                                               |
| 2017      | «Старый новый «Черный пруд»                                                                                              | Центр культуры «Рекорд», Нижний Новгород                                                        |
| 2017      | «Черный пруд: «Как все начиналось…». К 30-летию со дня создания объединения                                              | Чувашский государственный художественный музей, Чебоксары                                       |
| 2017      | «1000 полотен и не только»                                                                                               | Галерея «Futuro», Нижний Новгород                                                               |
| 2017      | Международная художественная выставка «Арт-Россия 2017»                                                                  | Нижегородская ярмарка, Нижний Новгород                                                          |
| 2017      | Областная выставка нижегородских художников «Осенний вернисаж – 2017»                                                    | Нижегородский государственный выставочный комплекс, Нижний Новгород                             |
| 2018      | «Цветы и фрукты», «Древо жизни», «Наследие»                                                                              | Балашихинская картинная галерея, г. Балашиха, Московская область                                |
| 2018      | «Славянское древо» | Балашихинская государственная картинная галерея, г. Балашиха, Московская область                |
| 2018      | Областная выставка «Осенний вернисаж – 2018»                                                                             | Нижегородский государственный выставочный комплекс, Нижний Новгород                             |
| 2018      | «Наследие». Балашихинской картинной галерее 40 лет                                                                       | Балашихинская картинная галерея, г. Балашиха, Московская область                                |
| 2018      | Выставка к 85-летию нижегородского отделения «Союза художников России»                                                   | Нижегородский государственный выставочный комплекс, Нижний Новгород                             |
| 2018      | Всероссийская художественная выставка «Арт-Россия 2018»                                                                  | Нижегородская ярмарка, Нижний Новгород                                                          |
| 2019      | «Игра мысли» (Gedankenspiel) в рамках проекта «Тьма & Light»                                                             | Русский дом науки и культуры, Берлин, Германия                                                  |
| 2019      | «Рождественская выставка»                                                                                                | Нижегородский государственный выставочный комплекс, Нижний Новгород                             |
| 2019      | «Арт-Россия 2019» | Нижегородская ярмарка, Нижний Новгород                                                          |
| 2019      | «АРТиКУЛ» | Фабрика «Маяк», Нижний Новгород                                                                 |
| 2019      | «Два художника» живопись Наталии Панковой и Максима Приданова. В рамках Дней Нижегородской области в Республике Сербской | Национальная библиотека. Баня-Лука, Босния и Герцеговина                                        |
| 2020      | «Два художника» | Нижегородский государственный выставочный комплекс                                              |
| 2020      | Областная художественная выставка «Осенний вернисаж»                                                                     | Нижегородский государственный выставочный комплекс, Нижний Новгород                             |
| 2020      | Областная выставка «Рождественская»                                                                                      | Нижегородский государственный выставочный комплекс, Нижний Новгород                             |
| 2021      | «Нижний Новгород. Детали 2»                                                                                              | Нижегородский государственный художественный музей                                              |
| 2021      | «Город Горького в пейзажах и портретах» в рамках Х Российского фестиваля им. М. Горького                                 | Нижегородский академический театр драмы имени М. Горького                                       |
| 2021      | Областная художественная выставка «Осенний вернисаж»                                                                     | Нижегородский государственный художественный музей                                              |
| 2021      | Выставка, посвященная 100-летию Нижегородского художественного училища                                                   | Нижегородский государственный художественный музей                                              |
| 2022      | «Мост-4» | Музейно-выставочный центр «Тушино», Москва                                                      |
| 2022      | Международная художественная выставка «Арт Мир 2022»                                                                     | Нижегородская ярмарка, Нижний Новгород                                                          |
| 2022      | «Чёрный пруд. Разговоры об искусстве»                                                                                    | Центр культуры «Рекорд», Нижний Новгород                                                        |
| 2022      | «Цвет времени» | Центр культуры «Рекорд», Нижний Новгород                                                        |
| 2022      | «Чёрный пруд. Разговоры об искусстве»                                                                                    | Дом Нижегородской области, Москва                                                               |
| 2022      | «Сказочное чудо бытия»                                                                                                   | Нижегородский государственный художественный музей                                              |
| 2022      | «Weekend на Трёхгорке»                                                                                                   | Трехгорная мануфактура, Москва                                                                  |
| 2022      | «Выставка нижегородских художников»                                                                                      | Посольство Уганды в России, Москва                                                              |
| 2023      | Международная художественная выставка «Арт Мир 2023»                                                                     | Нижегородская ярмарка, Нижний Новгород                                                          |
| 2023      | Выставка к 90-летию Нижегородского отделения Союза художников России                                                     | Нижегородский государственный художественный музей                                              |
| 2023      | «Черный пруд. Вне времени»                                                                                               | Центр культуры «Рекорд», Нижний Новгород                                                        |
| 2023      | «Нижний Новгород. Детали будущего»                                                                                       | Центр культуры «Рекорд», Нижний Новгород                                                        |
| 2023      | «Современники» | Дом Нижегородской области, Москва                                                               |
| 2023      | Областная выставка «Осенний вернисаж 2023»                                                                               | Нижегородский государственный художественный музей                                              |
| 2023      | Выставка к 90-летию Нижегородского отделения Союза художников России                                                     | Выставочный зал Московского союза художников, Москва                                            |
| 2024      | «Чёрный пруд. Наблюдатели»                                                                                               | Центр культуры «Рекорд», Нижний Новгород                                                        |
| 2024      | «Река жизни» | Дом Нижегородской области, Москва                                                               |
| 2024      | Областная выставка «Осенний вернисаж 2024»                                                                               | Нижегородский государственный художественный музей                                              |
| 2024      | Российские дни дизайна и архитектуры                                                                                     | Нижегородская ярмарка, Нижний Новгород                                                          |
| 2024      | «Пространство и время»                                                                                                   | Русский дом. Пекин, Китай                                                                       |
| 2025      | «Акценты» | Дом Нижегородской области, Москва                                                               |

## Международные выставки
| Год  | Название выставки | Место проведения                                                                                |
| ---- | --- | ----------------------------------------------------------------------------------------------- |
| 1992 | «Русские художники в Испании»                                                                                            | Малага, Испания                                                                                 |
| 1993 | «Сны России» | Северный Уэльс, Великобритания                                                                  |
| 1994 | «Живопись Наталии Панковой»                                                                                              | Галерея «Леонардо да Винчи». Маммер, Люксембург                                                 |
| 1994 | «Дни русской культуры»                                                                                                   | Барселона, Испания                                                                              |
| 1998 | «Конверсия» | Посольство России в Великобритании, Лондон                                                      |
| 1999 | «Тройка» | Clink Wharf Gallery. Лондон, Великобритания                                                     |
| 1999 | «Живопись В.Грачева и Н.Панковой»                                                                                        | Лондон, Великобритания                                                                          |
| 1999 | «Русская весна» | Heifer Gallery. Лондон, Великобритания                                                          |
| 1999 | «Пушкин глазами российских и британских художников»                                                                      | Посольство России в Великобритании, Лондон                                                      |
| 1999 | «Россия Экспо 99» | Лондон Арена. Лондон, Великобритания                                                            |
| 1999 | «Русская весна» | Heifer Gallery. Лондон, Великобритания                                                          |
| 1999 | «Художественная ярмарка»                                                                                                 | Лондон, Великобритания                                                                          |
| 2000 | «Вдвоем» | Ormond Gallery. Лондон, Великобритания                                                          |
| 2002 | «Живопись Наталии Панковой»                                                                                              | Пять персональных выставок в Алжире (г. Алжир, Аннаба, Бу-Саада, Константина)                   |
| 2007 | «Цвет и ритм» | Российский центр науки и культуры. Вена, Австрия                                                |
| 2008 | «Цвет и ритм» | Российский центр науки и культуры. Будапешт, Венгрия                                            |
| 2008 | «Ритм лета» | Российский центр науки и культуры. Хельсинки, Финляндия                                         |
| 2008 | «Ритм лета» | Выставочный комплекс ТР-1. Тампере, Финляндия                                                   |
| 2008 | «Открытый город» | Российский центр науки и культуры. Вена, Австрия                                                |
| 2009 | «Выставке современных художников шести стран»                                                                            | Пекинский музей мирового искусства. Китай                                                       |
| 2010 | «Воспоминание о прекрасной эпохе»                                                                                        | Российский центр науки и культуры. Вена, Австрия                                                |
| 2011 | «Игра цвета. Живопись Наталии Панковой»                                                                                  | Галерея «Quadrepede». Рим, Италия                                                               |
| 2012 | «Праздник цвета» | Постоянное представительство Российской Федерации при международных организациях. Вена, Австрия |
| 2012 | «Праздник цвета» | Российский центр науки и культуры. Вена, Австрия                                                |
| 2012 | «Праздник цвета» | Российский центр науки и культуры. Будапешт, Венгрия                                            |
| 2013 | «Праздник цвета» | Российский центр науки и культуры. Братислава, Словакия                                         |
| 2014 | «Энергия цвета» | Российский центр науки и культуры. Люксембург                                                   |
| 2014 | «Осенняя выставка» | Галерея "Zambezy One". Кондом, Франция                                                          |
| 2015 | «Энергия цвета» | Галерея «Saint Fiacre». Париж, Франция                                                          |
| 2015 | «Русский дневник в Париже. Классика»                                                                                     | Российский центр науки и культуры. Париж, Франция                                               |
| 2016 | «Весенние каникулы» | Русский дом. Берлин, Германия                                                                   |
| 2017 | «Цветные игры» | Галерея «Baltā Kumode». Рига, Латвия                                                            |
| 2017 | «Цветные мечты» | Российский центр науки и культуры. Мадрид, Испания                                              |
| 2018 | «Дорога к солнцу». | Русский дом. Берлин, Германия                                                                   |
| 2019 | «Дорога к солнцу. Живопись Наталии Панковой».                                                                            | Немецко-русский институт культуры. Дрезден, Германия                                            |
| 2019 | «Игра мысли» (Gedankenspiel) в рамках проекта «Тьма & Light»                                                             | Русский дом науки и культуры. Берлин, Германия                                                  |
| 2019 | «Два художника» живопись Наталии Панковой и Максима Приданова. В рамках Дней Нижегородской области в Республике Сербской | Национальная библиотека. Баня-Лука, Босния и Герцеговина                                        |
| 2023 | «Где встречается мечта»                                                                                                  | Дом культуры. Латакия, Сирия                                                                    |
| 2024 | «Пространство и время»                                                                                                   | Русский дом. Пекин, Китай                                                                       |